# San Carlos (Salta)
San Carlos é um município da província de Salta, na Argentina.